# 6943 Moretto
6943 Moretto è un asteroide della fascia principale. Scoperto nel 1978, presenta un'orbita caratterizzata da un semiasse maggiore pari a 2,1970729 UA e da un'eccentricità di 0,1143123, inclinata di 4,10146° rispetto all'eclittica.